# Alamgir II
Alamgir II (6 juin 1699 - 29 novembre 1759) (ou Azîz ud-Din Âlamgir) est un empereur moghol de 1754 à 1759. Il est le deuxième fils de Jahandar Shâh, il est porté au trône par Ghazi-ud-Din après avoir déposé Ahmad Shâh Bahâdur. Accédant au trône, il prend le titre d'Alamgir et essaye de suivre la même politique que son illustre prédécesseur Aurangzeb Alamgir.
Au moment de son accession au trône, Alamgir II est âgé de 55 ans et ne possède aucune expérience de l'administration et de la guerre ayant passé la plupart de sa vie en prison. Il est un dirigeant faible, tous les pouvoirs étant entre mains de son Wazir, Ghazi-ud-Din Imad-ul-Mulk.
En 1756, Ahmad Shah Abdali envahit l'Inde, prend de nouveau Delhi et pille Mathura. Les Marathes deviennent encore plus puissants en raison de leurs collaborations avec Ghazi-ud-Din, et  dominent l'ensemble du nord de l'Inde. C'est l'apogée de leur expansion, ce qui cause alors de grandes difficultés pour l'Empire moghol, déjà affaibli.
Les relations entre Alamgir et ses Wazir, Ghazi-ud-Din, à cette époque, empirent. Alamgir est assassiné par Mir Nawab Mir Nawab Khan Bahadur Ghaziudin (petit-fils de Asaf Jah Ier), et le fils d'Alamgir, Ali Gauhar lui succède.